# 강석희 (작곡가)
강석희(姜碩熙, 1934년 10월 22일 ~ 2020년 8월 16일)는 대한민국의 작곡가이다.
본관은 진주(晉州)이고 서울 출생이며 독일에서 공부하였다. 전 서울대학교 명예교수, 전 대한민국 예술원 회원. 윤이상(尹伊桑)의 제자이자, 진은숙(陳銀淑)의 스승이다. 대한민국 현대음악의 산 역사로, 대한민국 최초의 전자음악 '원색의 향연' 을 1966년에 발표했다. 한국 전통음악을 현대 작곡기법과 접목시켰으며 가야금 연주자 테라한(Terra Han)의 스승이다. 비디오 아티스트 백남준과도 예술적 영향을 주고 받았다. 88서울올림픽 음악감독으로도 활약하였다.
2020년 8월 16일에 숙환으로 별세했다.

## 학력
- 서울공립공업중학교  재학 중 한국전쟁 발발
- 피난지인 안동에서 경상북도 안동고등학교 졸업
- 서울대학교 작곡과 학사
- 독일 하노버 국립 음악연극미디어대학교 음악대학원 음악학 석사
- 독일 베를린 국립 예술대학교 음악대학원 음악학 석사
- 독일 베를린 공과대학교 공과대학원 전자음악공학과 공학석사

## 가족 관계
- 장남: 강호정(Hodge, 1964년 1월 21일 ~ , 키보드 연주자, 작사가, 작곡가, 편곡가, 음악프로듀서)
- 차남: 강화성(1977년 10월 29일 ~ , 작곡가, 편곡가, 프로듀서)

## 같이 보기
- 테라한 (한테라, Terra Han)
- 백남준